# Gala (Chorwacja)
Gala – wieś w Chorwacji, w żupanii splicko-dalmatyńskiej, w gminie Otok. W 2011 roku liczyła 896 mieszkańców.